# Digitígrad

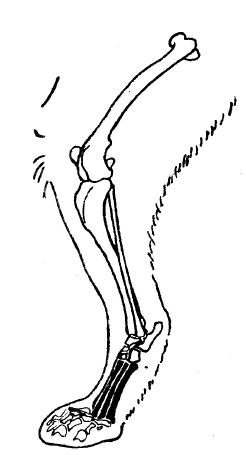
Exemple de digitígrad.

Digitígrada és la postura de l'autòpode (peu o mà) dels quiridis (extremitats) d'un animal que es recolza només sobre els dits quan es desplaça i, per extensió, a l'animal que presenta aquesta postura se l'anomena digitígrad. Aquesta generalment confereix major rapidesa i els fa més silenciosos.
Es considera una postura evolutiva posterior a la plantígrada i anterior a la ungulígrada. En els animals digitígrads s'observa que els tarsians i carpians tenen tendència a allargar-se, així com a reduir-se el nombre de dits.
Alguns exemples són els gossos, els gats, els hipopòtams i els elefants.